# A Mi Ügyünk, avagy az utolsó hazai maffia hiteles története
A Mi Ügyünk, avagy az utolsó hazai maffia hiteles története 1980-ban forgatott, 1983-ban bemutatott színes, két részes magyar vígjáték, amit Dobray György rendezett, Kristóf Attila novellájából. A film jeleneteinek jelentős részét Budapesten, illetve a Bicske–Székesfehérvár-vasútvonalon vették fel.

## Történet
Mr. X, vagyis Padre, a zseniális lángelméjű bűnöző, akit a New York Times a Bűn Einstein-jének nevezett, hazatér hűséges társával Magyarországra, hogy létrehozza idehaza a szervezett bűnözést. Egy piti bűnözőkből álló csapatot sikerül is beszerveznie. A cél: a központi OTP páncélszekrénye, valamint a Paksi Atomerőmű építéséhez szánt anyag elrablása egy tehervonatról. Eleinte minden könnyen megy, de Padrenak előbb-utóbb rá kell döbbennie, hogy Magyarországon minden másképp megy.

## Szereplők
| Szerep             | Színész            |
| ------------------ | ------------------ |
| Mr. X, Padre       | Oszter Sándor      |
| Maffiózó, sofőr    | Bárdy György       |
| Öreg               | Szirtes Ádám       |
| Gyogyós Jocó       | Reviczky Gábor     |
| Gagyis             | Szacsvay László    |
| Hintás Szepi       | Székhelyi József   |
| Koponyás Berci     | Fonyó István       |
| Pernye             | Hunyadkürti István |
| Intézetis          | Bubik István       |
| Intézetis          | Nemcsák Károly     |
| Intézetis          | Tahi József        |
| Ida néni           | Gobbi Hilda        |
| Szilvia            | Sir Kati           |
| Gyalog rendőr      | Gálvölgyi János    |
| Önkéntes rendőr    | Kozák László       |
| Kondos             | Koltai Róbert      |
| Berci, KISZ-titkár | Mikó István        |
| Lapos elvtárs      | Hajdú Endre        |
| Krajcár Bálint     | Bánhidi László     |
| Főnök              | Sinkó László       |
| Bakter             | Horesnyi László    |
| Bankigazgató       | Verebes Károly     |
| Bős János          | Szerencsi Hugó     |
| Határőr            | Szerednyey Béla    |
| Vámtiszt           | Bánfalvy Ágnes     |
| Geyer Flórián      | Benkóczy Zoltán    |
| Pléh Vince         | Sárközy Zoltán     |
| Narrátor           | Dömök Gábor        |

- További szereplők: Alker Imre, Balikó Tamás, Edőcs István, Halmágyi Sándor, ifj. Gonda György, Lang Györgyi, Lengyel Erzsi, Kárpáti Denise, Markaly Gábor, Molnár Margit, Rózsa György, Szilágyi István, Vajda László

## Külső hivatkozások
- A Mi Ügyünk, avagy az utolsó hazai maffia hiteles története a PORT.hu-n (magyarul)
- A Mi Ügyünk, avagy az utolsó hazai maffia hiteles története az Internet Movie Database-ben (angolul)
- A Mi Ügyünk, avagy az utolsó hazai maffia hiteles története a Box Office Mojón (angolul)
- FilmKatalógus.hu